# Council, Idaho
Council är en stad i den amerikanska delstaten Idaho med en yta av 2,7 km² och en folkmängd som uppgår till 839 invånare (2010). Council är administrativ huvudort i Adams County, Idaho.

## Kända personer födda i Council
- Larry Craig, politiker
- James Rainwater, nobelpristagare i fysik